# (11876) Doncarpenter
(11876) Doncarpenter es un asteroide perteneciente al cinturón de asteroides, región del sistema solar que se encuentra entre las órbitas de Marte y Júpiter, descubierto el 2 de marzo de 1990 por Eric Walter Elst desde el Observatorio de La Silla, Chile.

## Designación y nombre
Designado provisionalmente como 1990 EM1. Fue llamado así por  Don Carpenter (nacido en 1938) quien durante los últimos 42 años ha estado asociado con el grupo de investigación de Stanford dedicado al sondeo pasivo y activo en modo Whisper de la ionosfera y la magnetosfera de la Tierra. En 1966 descubrió la plasmapausa en la distribución de la densidad electrónica de la magnetosfera.

## Características orbitales
Doncarpenter está situado a una distancia media del Sol de 2,431 ua, pudiendo alejarse hasta 2,809 ua y acercarse hasta 2,053 ua. Su excentricidad es 0,155 y la inclinación orbital 5,408 grados. Emplea 1384,31 días en completar una órbita alrededor del Sol.
Pertenece a la familia de asteroides de (4) Vesta.

## Características físicas
La magnitud absoluta de Doncarpenter es 14,29.